# 北海道札幌岡薩多
北海道札幌岡薩多（日語：北海道コンサドーレ札幌；拉丁字：Hokkaido Consadole Sapporo）是日本職業足球球隊。現為日本職業足球聯賽乙級（J2）比賽。球隊的根據地在北海道札幌市。

## 簡介
球隊的前身是東芝足球部，於1935年成立。1996年，升級到JFL後改名為札幌岡薩多，成為了日職聯準加盟成員的球隊。球隊的名字Consadole來自Consado，是日語道產子（どさんこ）的羅馬字拼音（Do-sa-n-ko）倒寫以及拉丁語的Ole組成，道產子可解作生於北海道的人。2016年，球隊名前置｢北海道｣，改名為北海道札幌岡薩多｡
球隊的主場位於札幌市內的札幌圓頂球場及札幌厚別公園競技場，此外每季會安排部份比賽在室蘭市入江運動公園陸上競技場及函館市千代台公園陸上競技場舉行。

## 歷史

### 東芝足球部
球隊在1935年於神奈川縣川崎市成立。是日本足球聯賽（JFL）中後期的班霸。但因為川崎绿茵队（今東京1969）在此設立根據地。因此球隊決意在北海道成立一支有實力的球隊。

### JFL
1996年球季，球隊邀請Alcindo Sartori及Luiz Carlos Pereira在日職聯有良好表現的巴西球員，但球隊最終以第五名完成球季，未能符合升級資格。
1997年球季，球隊邀請烏拉圭籍Hugo Fernandez為領隊。結果在該季以26勝4負的成績奪得冠軍，順利升上日職聯，前鋒Jorge Dely Valdés以40個進球成為整個聯賽的神射手。球隊季後開始招兵買馬，但卻為龐大赤字留下伏線。

### 升上日職聯
1998年上半季，只能取得4勝13負，下半季成績仍然沒有改善。由於1999年球季J聯賽加入乙級部，因此球隊須要參加護級戰，但護級戰中連續敗給神戶勝利船以及福岡黃蜂，球隊被降級到J-2作賽，球隊在長期狀況下累積赤字達27億日圓。

### 降回乙級
降回乙級後，球隊希望可以在一年內升回J1，邀請前日本國家足球隊教練岡田武史出任領隊。但球隊最終只能以第五名完成球季。2000年野野村芳和、大森健二等人加盟球隊，向京都不死鳥借用播戶龍二。當年與降級到J2的浦和紅鑽爭奪冠軍，兩隊之間的對戰成為了大戰，最終札幌岡薩多成功奪得J2的冠軍，與亞軍浦和紅鑽同時升級到J1。

### 再次返回甲級
球隊升級到J1後，先要確保球隊成功護級，球隊從大分三神買入Will Robson Emilio Andrade。球隊開季表現良好，第一階段以第八名完成比賽。在第二階段遭到主力傷兵的影響，只能以第十四名完成球季。
2002年球季，由新領隊柱谷哲二執教球隊。從莫斯科斯巴達買入Robson Luiz Pereira da Silva。還有小倉隆史、小島宏美等，但由於購買球員失敗，導致領隊柱谷哲二在第九輪比賽後辭職。後來由Radmilo Ivancevic由出任領隊，但成績沒有起色。最後球隊主教練張外龍被提拔為領隊，但最終兩階段的成績為第十六名，最終直接降級到J2。

### 2003年－2006年
2003年球隊降回J2，在經過2003年的調整時期。2004年，由柳下正明出任領隊，以育成年輕球員為主作長期發展。雖然2004年球季在J2以第十一名完成比賽，還要較上季為差。不過在季後的天皇盃表現有所突破，球隊在盃賽先後擊敗J1球隊大分三神以及千葉市原，成功晉身八強，半準決賽的對手是磐田山葉，進入加時賽才敗給對手。
2005年，球隊以第六名完成球季。2006年，收購了大塚真司、關隆倫等人，球隊初期受到了大塚真司受傷的影響，曾出現連續十場比賽不勝。但季未成績有大幅度改善。最終以第六名完成球季。球季後的天皇盃，再次有突出的表現，先後擊敗J1球隊千葉市原、新潟天鵝及甲府風林晉身四強，四強被大阪飛腳所擊敗。

### 2007年：重登巔峰
2007年球季，前大宮松鼠領隊三浦俊也出任球隊新領隊。從甲府風林收購在天皇盃有好良表現的門將佐藤優也，在1月球隊在季前9場熱身賽當中保持不敗。
12月1日，於主場札幌巨蛋，同水戶隊進行J2最後例行賽（第52節）。靠著洋將Davi的兩個進球，順利取得勝利，並成為聯盟順位之首；與第二名的東京日視得共同升級至J1聯賽。

### 2008年
2008年重返J1聯賽後，目標是留在J1級，開始尋找球員。但當季即遭到降級，其後在J2聯賽3個球季，2011年得到J2聯賽季軍重返J1聯賽。但當季不單單再次遭到降級，而且更創下大量不名譽的紀錄，包括最多失球（88球），最低得失球差（-63），最多戰敗（28敗），雙循環制以來最低積分（14分），最快降級（餘下7輪）等。

### 2009年-2012年
球隊再次返回日乙，在2011年全年穩定的表現下，球隊再次升班挑戰日職聯，惟再次失敗，成為「升降機」。

### 2013年-2016年
返回日乙後的札幌表現平平，連升班附加賽資格也未曾未取得過。2015年，球隊接連邀請兩名前重量級國腳稻本潤一和小野伸二加盟，指導後輩，球隊實力生色不少。2016年，球隊改名為「北海道札幌岡薩多」後，表現突飛猛進，在主場比賽所向披靡，首18戰更錄得16勝2和的超級佳績，這在普遍作客優於主場戰績的日本球壇是奇蹟般的發生，並提早取得升班資格。最終，球隊全季取得25勝，錄得82分取得聯賽冠軍，昂然重返日職聯。

### 2017年-
球隊重返日職聯後，在上半季只能在護級區浮沉，繼續發揮主強客弱本色，在球季已進行大半後，直至取得首場作客勝利前，所取得的廿多分全是主場取得，作客只取得1分其餘全敗。為解決鋒力不足問題，球隊於季中簽下前磐田山葉的神射手保夫萊特
，這個重磅加盟終取得回報。此後，球隊大爆發，在主場賽事保持穩定，更取得多場勝仗。並終於在2017年10月26日，以2:1擊敗今季表現大倒退的FC東京，取得首場作客勝仗。最終在季尾取得作客3連勝，分別擊敗狀態低迷的清水心跳和大阪飛腳以結束本季作客之旅。
此外，球隊在持續取得勝仗後，首次以提早4輪宣佈護級成功，是2001年之後的首次。

## 俱樂部榮譽

### 日本賽事
- 日本足球聯賽（第二級）
  - 冠軍 (1)：1997年
- 日本職業足球乙級聯賽
  - 冠軍 (3)：2000年、2007年、2016年

## 球員名單
1. 以下球員名單更新於2025年2月2日
2. 球員編號參照北海道札幌岡薩多官方網站 （页面存档备份，存于）
3. 國籍圖標根據國際足協的參賽資格定義，但球員可能會持有多於一個非國際足協定義的國籍

| 號碼     | 國籍            | 姓名                                    | 出生日期       | 加盟年份 | 前屬球會      |
| 守 門 員 | 守 門 員        | 守 門 員                                | 守 門 員       | 守 門 員 | 守 門 員      |
| -------- | --------------- | --------------------------------------- | -------------- | -------- | ------------- |
| 1        | 日本            | 菅野孝憲                                | 1984年5月3日   | 2018年   | 京都不死鳥    |
| 17       | 日本            | 児玉潤                                  | 1997年9月8日   | 2024年   | YSCC橫濱      |
| 21       | 日本            | 中野小次郎                              | 1999年3月5日   | 2024年   | 金澤薩維根    |
| 51       | 日本            | 高木駿                                  | 1989年5月22日  | 2023年   | 大分三神      |
| 後 衛    |                 |                                         |                |          |               |
| 2        | 日本            | 髙尾瑠                                  | 1996年11月9日  | 2024年   | 大阪飛腳      |
| 3        | 大韩民国        | パク・ミンギュ（Park Min-gyu）          | 1995年8月10日  | 2024年   | 金泉尚武FC    |
| 4        | 日本            | 中村桐耶                                | 2000年7月23日  | 2021年   | 本田FC        |
| 15       | 日本            | 家泉怜依                                | 2000年1月20日  | 2024年   | いわきFC      |
| 25       | 日本            | 大﨑玲央                                | 1991年8月7日   | 2024年   | Emirates Club |
| 28       | 日本            | 岡田大和                                | 2001年6月17日  | 2025年   | 熊本深紅      |
| 47       | 日本            | 西野奨太                                | 2004年5月28日  | 2025年   | 讚岐卡馬達    |
| 88       | 日本            | 馬場晴也                                | 2001年10月24日 | 2023年   | 東京綠茵      |
| 中 場    |                 |                                         |                |          |               |
| 6        | 日本            | 高嶺朋樹                                | 1997年12月19日 | 2025年   | 哥積克        |
| 7        | 泰国            | スパチョーク（Supachok Sarachat）       | 1998年5月22日  | 2022年   | 武里南联      |
| 8        | 日本            | 深井一希                                | 1995年3月11日  | 2013年   | 札幌U-18      |
| 10       | 日本            | 宮澤裕樹                                | 1989年6月28日  | 2008年   | 室蘭大谷高校  |
| 11       | 日本            | 青木亮太                                | 1996年3月6日   | 2021年   | RB大宮松鼠    |
| 14       | 日本            | 田中克幸                                | 2002年3月15日  | 2024年   | 明治大学      |
| 16       | 日本            | 長谷川竜也                              | 1994年3月7日   | 2024年   | 東京綠茵      |
| 27       | 日本            | 荒野拓馬                                | 1993年4月20日  | 2012年   | 札幌U-18      |
| 30       | 日本            | 田中宏武                                | 1999年4月15日  | 2024年   | 藤枝MYFC      |
| 31       | 日本            | 木戸柊摩                                | 2003年1月2日   | 2025年   | 大阪体育大学  |
| 33       | 日本            | 近藤友喜                                | 2001年3月21日  | 2024年   | 橫濱FC        |
| 35       | 日本            | 原康介                                  | 2005年8月3日   | 2024年   | 名古屋高校    |
| 70       | 加纳            | フランシス・カン（Francis Cann）        | 1998年2月7日   | 2024年   | 馬里迪莫      |
| 前 鋒    |                 |                                         |                |          |               |
| 9        | 西班牙          | ジョルディ・サンチェス（Jordi Sánchez） | 1994年11月11日 | 2024年   | 羅茲維澤夫    |
| 13       | 大韩民国        | キム・ゴンヒ（Kim Gon-hee）             | 1995年2月22日  | 2022年   | 水原三星      |
| 20       | 塞拉利昂 · 荷兰 | アマドゥ・バカヨコ（Amadu Bakayoko）    | 1996年1月1日   | 2024年   | ダンディーFC  |
| 22       | 加纳            | キングロード・サフォ（Kinglord Safo）   | 2002年1月9日   | 2024年   | SC Farense    |
| 45       | 日本            | 中岛大嘉                                | 2002年6月8日   | 2025年   | 水戶蜀葵      |
| 71       | 日本            | 白井陽斗                                | 1999年10月23日 | 2024年   | FC琉球        |
| 99       | 日本            | 出間思努                                | 2005年6月15日  | 2024年   | 札幌U-18      |

## 著名前球员
- 亚德·诺什
- 浩克
- 貝托
- 羅伯特·達·席爾瓦·阿爾梅達
- 丹尼臣·哥度巴
- 伊爾凡·巴赫丁
- 喬奇·德·巴魯迪斯
- 马尔西奥·埃莫森
- 黎公荣

## 歷年領隊
- 高橋武夫（1992年－1996年）
- Hugo Fernandez（1997年－1998年）
- 石井肇（1998年）
- 岡田武史（1999年－2001年）
- 柱谷哲二（2002年）
- Radmilo Ivancevic（2002年）
- 張外龍（2002年）
- João Carlos（2003年）
- 張外龍（2003年，第2次出任）
- 柳下正明（2004年－2006年）
- 三浦俊也（2007年－2008年）
- 石崎信弘（2009年－2012年）
- 財前恵一（2013年－2014年8月）
- Ivica Barbarić（2014年8月－2015年7月）
- 四方田修平（2015年7月－2017年）
- 米哈伊洛·彼得羅維奇（2018年－）

## 队徽

札幌岡薩多队徽
北海道札幌岡薩多队徽

## 外部連結
- 官方網站（页面存档备份，存于）